# Kivilampi (sjö i Norra Österbotten)
Kivilampi är en sjö i Finland. Den ligger i kommunen Taivalkoski i landskapet Norra Österbotten, i den norra delen av landet, 600 km norr om huvudstaden Helsingfors. Kivilampi ligger 296 meter över havet. Arean är 43,3 hektar och strandlinjen är 3 kilometer lång. Sjön  ingår i Ijo älvs huvudavrinningsområde. 